# Village of Four Seasons
Village of Four Seasons è un villaggio degli Stati Uniti d'America, situato nello Stato del Missouri, nella contea di Camden.